# Xerophaeus
Xerophaeus Purcell, 1907 è un genere di ragni appartenente alla famiglia Gnaphosidae.

## Distribuzione
Le 41 specie note di questo genere sono state reperite in Africa centrale, in Africa meridionale e nello Yemen: la specie dall'areale più vasto è la X. coruscus, rinvenuta in alcune località dell'Africa orientale, dell'Etiopia e dello Yemen.

## Tassonomia
Non sono stati esaminati esemplari di questo genere dal 2010.
Attualmente, a gennaio 2016, si compone di 41 specie e 1 sottospecie:
1. Xerophaeus ahenus Purcell, 1908 — Sudafrica
2. Xerophaeus anthropoides Hewitt, 1916 — Sudafrica
3. Xerophaeus appendiculatus Purcell, 1907 — Sudafrica
4. Xerophaeus aridus Purcell, 1907 — Sudafrica
5. Xerophaeus aurariarum Purcell, 1907 — Sudafrica
6. Xerophaeus bicavus Tucker, 1923 — Sudafrica
7. Xerophaeus biplagiatus Tullgren, 1910 — Africa orientale
8. Xerophaeus capensis Purcell, 1907[2] — Sudafrica
9. Xerophaeus communis Purcell, 1907 — Sudafrica
10. Xerophaeus coruscus (L. Koch, 1875) — Etiopia, Africa orientale, Yemen
  - Xerophaeus coruscus kibonotensis Tullgren, 1910 — Africa orientale e meridionale
11. Xerophaeus crusculus Tucker, 1923 — Sudafrica
12. Xerophaeus crustosus Purcell, 1907 — Sudafrica
13. Xerophaeus druryi Tucker, 1923 — Sudafrica
14. Xerophaeus espoir Platnick, 1981 — Isole Seychelles
15. Xerophaeus exiguus Purcell, 1907 — Sudafrica
16. Xerophaeus flammeus Tucker, 1923 — Sudafrica
17. Xerophaeus flavescens Purcell, 1907 — Sudafrica
18. Xerophaeus hottentottus Purcell, 1908 — Sudafrica
19. Xerophaeus kiwuensis Strand, 1913 — Africa centrale
20. Xerophaeus lightfooti Purcell, 1907 — Sudafrica
21. Xerophaeus longispinus Purcell, 1908 — Sudafrica
22. Xerophaeus lunulifer Purcell, 1907 — Sudafrica
23. Xerophaeus maritimus Lawrence, 1938 — Sudafrica
24. Xerophaeus matroosbergensis Tucker, 1923 — Sudafrica
25. Xerophaeus occiduus Tucker, 1923 — Sudafrica
26. Xerophaeus oceanicus Schmidt & Jocqué, 1983 — Isola Réunion
27. Xerophaeus pallidus Tucker, 1923 — Sudafrica
28. Xerophaeus patricki Purcell, 1907 — Sudafrica
29. Xerophaeus perversus Purcell, 1923 — Sudafrica
30. Xerophaeus phaseolus Tucker, 1923 — Sudafrica
31. Xerophaeus robustus Lawrence, 1936 — Sudafrica
32. Xerophaeus rostratus Purcell, 1907 — Sudafrica
33. Xerophaeus ruandanus Strand, 1913 — Ruanda
34. Xerophaeus rubeus Tucker, 1923 — Sudafrica
35. Xerophaeus silvaticus Tucker, 1923 — Sudafrica
36. Xerophaeus spiralifer Purcell, 1907 — Sudafrica
37. Xerophaeus spoliator Purcell, 1907 — Sudafrica
38. Xerophaeus tenebrosus Tucker, 1923 — Sudafrica
39. Xerophaeus thomasi (Caporiacco, 1949) — Kenya
40. Xerophaeus vickermani Tucker, 1923 — Sudafrica
41. Xerophaeus zuluensis Lawrence, 1938 — Sudafrica